# Procryptocerus adlerzi
Procryptocerus adlerzi är en myrart som först beskrevs av Mayr 1887.  Procryptocerus adlerzi ingår i släktet Procryptocerus och familjen myror. Inga underarter finns listade i Catalogue of Life.